# Джуніор Аджаї
Джуніор Аджаї (англ. Junior Ajayi, нар. 26 січня 1996) — нігерійський футболіст, нападник клубу «Аль-Аглі». Учасник Олімпійських ігор 2016 року в Ріо-де-Жанейро.

## Клубна кар'єра
Народився 26 січня 1996 року. Вихованець академії «36 Лайон» з міста Лагос.
Розпочав професійну кар'єру в туніському клубі «Сфаксьєн». 27 вересня 2015 року в матчі проти клубу «Гафса» (3:1) він дебютував у чемпіонаті Тунісу. У цьому ж поєдинку Джуніор забив свій перший гол за команду. У своєму дебютному сезоні він забив 10 голів в 28 матчах і став найкращим бомбардиром команди.
Влітку 2016 року Аджаї перейшов у єгипетський «Аль-Аглі».

## Виступи за збірні
З 2015 року залучався до складу молодіжної збірної Нігерії. З командою Нігерії до 23 років він брав участь в Кубку африканських націй U23 2015 року, що відбувся в Сенегалі. Під час турніру Аджаї забив два голи у матчі проти Малі, а Нігерія виграла турнір, перемігши Алжир у фіналі.
На молодіжному рівні зіграв у 15 офіційних матчах, забив 10 голів.
Влітку 2016 року у складі олімпійської збірної Нігерії став бронзовим призером Олімпійських ігор у Ріо-де-Жанейро. На турнірі він зіграв у матчах проти збірних Даніїта Німеччини.
| Дата      | Місто     | Господарі | Результат | Гості     | Турнір                | Голи | Примітки |
| --------- | --------- | --------- | --------- | --------- | --------------------- | ---- | -------- |
| 13-8-2016 | Сальвадор | Нігерія   | 2 – 0     | Данія     | ОІ 2016 - чвертьфінал | -    | 85'      |
| 17-8-2016 | Сан-Паулу | Нігерія   | 0 – 2     | Німеччина | ОІ 2016 - півфінал    | -    | 64'      |
| Усього    |           | Матчів    | 2         |           | Голів                 | 0    |          |

## Титули і досягнення
- Чемпіон Єгипту (4):

«Аль-Аглі»: 2016—2017, 2017—2018, 2018—2019, 2019—2020
- Володар Кубка Єгипту (2):

«Аль-Аглі»: 2017, 2020
- Володар Суперкубка Єгипту (2):

«Аль-Аглі»: 2017, 2017/18
- Переможець Ліги чемпіонів КАФ (2):

«Аль-Аглі»: 2019–2020, 2020–2021
- Володар Суперкубка КАФ (2):

«Аль-Аглі»: 2020, 2021
Збірні
- Бронзовий призер Африканських ігор: 2015
- Чемпіон Африки (U-23): 2015
- Бронзовий олімпійський призер: 2016